# Le Baladin du monde occidental
Le Baladin du monde occidental (The Playboy of the Western World) est une pièce en trois actes du dramaturge irlandais J. M. Synge. Considérée généralement comme le chef-d'œuvre de Synge, elle fut représentée pour la première fois le 26 janvier 1907 au théâtre de l'Abbaye à Dublin. 
Le Baladin du monde occidental fut créé en France le 12 décembre 1913 dans une mise en scène de Lugné-Poe au Théâtre de l'Œuvre. 

## Argument
L'action se déroule dans une région rurale du Nord-Ouest de l'Irlande. Un jeune homme, Christy Mahon, arrive dans un village, affirmant aux habitants qu'il est en fuite après avoir tué son père. Ceux-ci éprouvent alors pour lui une grande admiration et ne le condamnent pas moralement. Mais le père du jeune homme réapparait et les villageois ne ressentent que du mépris pour un menteur et un lâche.

## Émeutes de 1907
Des nationalistes, dont Arthur Griffith, trouvèrent la pièce trop peu politique et dégradante, tant par la vulgarité de son langage que par l'image qu'elle donnait de la situation morale de l'Irlande. Ils contribuèrent alors à provoquer une émeute. Yeats revint immédiatement d'Écosse et, avant la seconde représentation,[réf. souhaitée] fit une déclaration restée célèbre : « vous vous êtes déconsidérés, est-ce ainsi que sera toujours accueillie à l'avenir l'arrivée du génie irlandais ? ». Il décida d'appeler la police.[réf. nécessaire] La presse se retourna bientôt contre les émeutiers, et les mouvements de protestations s'épuisèrent.
Dans l'édition des Solitaires intempestifs (2005), la traductrice Françoise Morvan, qui a traduit l'intégralité du théâtre de Synge en transposant l'anglo-irlandais en franco-breton, le titre de la pièce est plus exactement traduit par Le Beau parleur des terres de l'ouest.